# بول هيلي
بول هيلي هو لاعب هوكي الجليد كندي، ولد في 20 مارس 1975 في إدمونتون في كندا.

## وصلات خارجية
- بول هيلي على موقع دوري الهوكي الوطني (الإنجليزية)
- بول هيلي على موقع قاعة مشاهير الهوكي (لاعب أن.إتش.أل) (الإنجليزية)
- بول هيلي على موقع EliteProspects.com (الإنجليزية)
- بول هيلي على موقع Eurohockey.com (الإنجليزية)
- بول هيلي على موقع HockeyDB.com (الإنجليزية)
- بول هيلي على موقع Hockey-Reference.com (الإنجليزية)